# حزب حرية جامو وكشمير الديمقراطي
حزب حرية جامو وكشمير الديمقراطي، هو حزب سياسي انفصالي أسسه شبير شاه في مايو 1998، يدعو الحزب إلى مفاوضات ثلاثية بين الهند وباكستان وكشمير.

## وصلات خارجية
- موقع الحزب